# Stylogaster stylosa
Stylogaster stylosa är en tvåvingeart som beskrevs av Townsend 1897. Stylogaster stylosa ingår i släktet Stylogaster och familjen stekelflugor. Inga underarter finns listade i Catalogue of Life.